# 鸡骨香
鸡骨香（学名：[Croton crassifolius] 错误：{{Lang}}：文本有斜体标记（帮助））为大戟科巴豆属下的一个种。

## 外部連結
- 雞骨香 Ji Gu Xiang（页面存档备份，存于） 中藥標本數據庫 (香港浸會大學中醫藥學院) （繁體中文）（英文）